# 莫隆 (古巴)

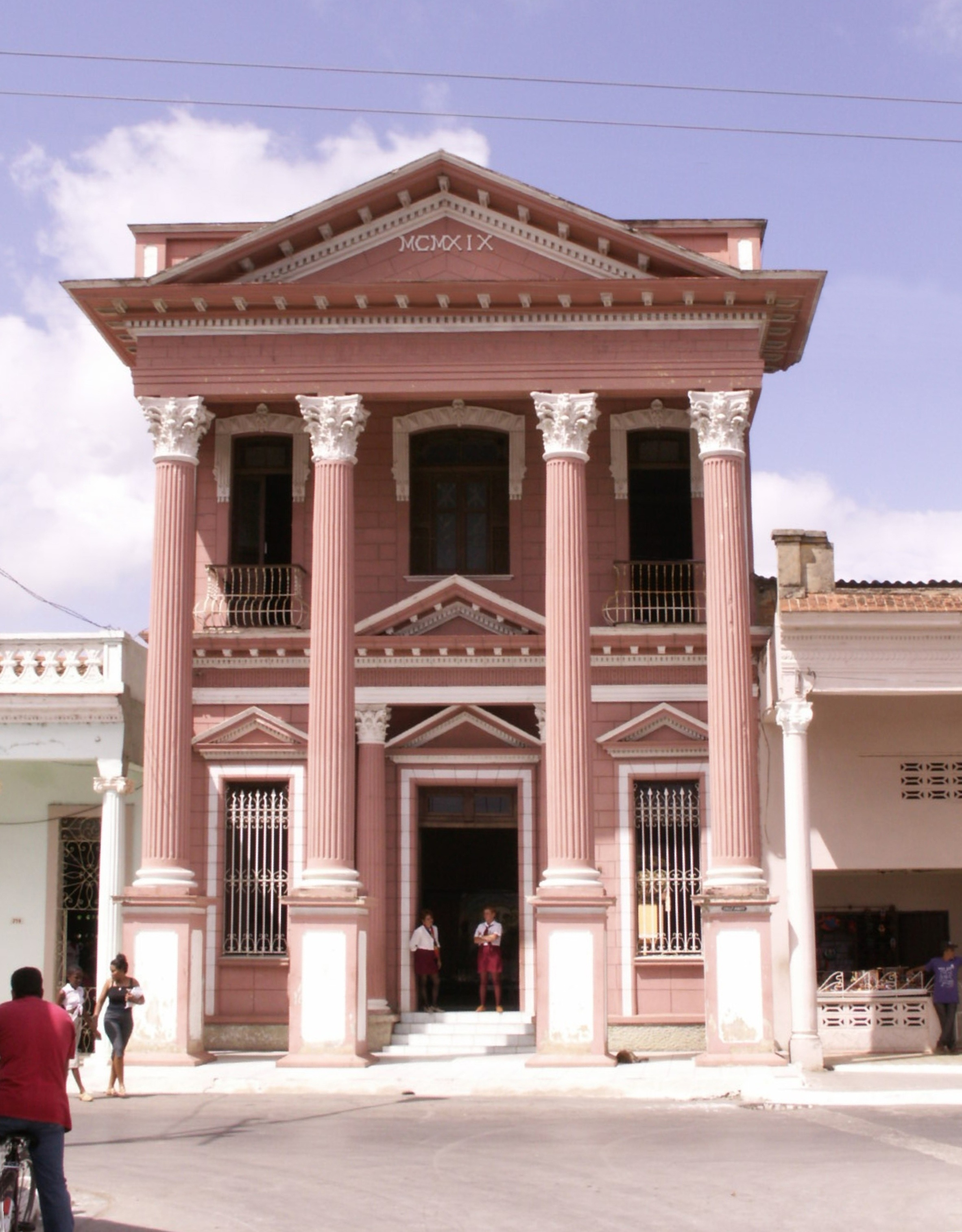

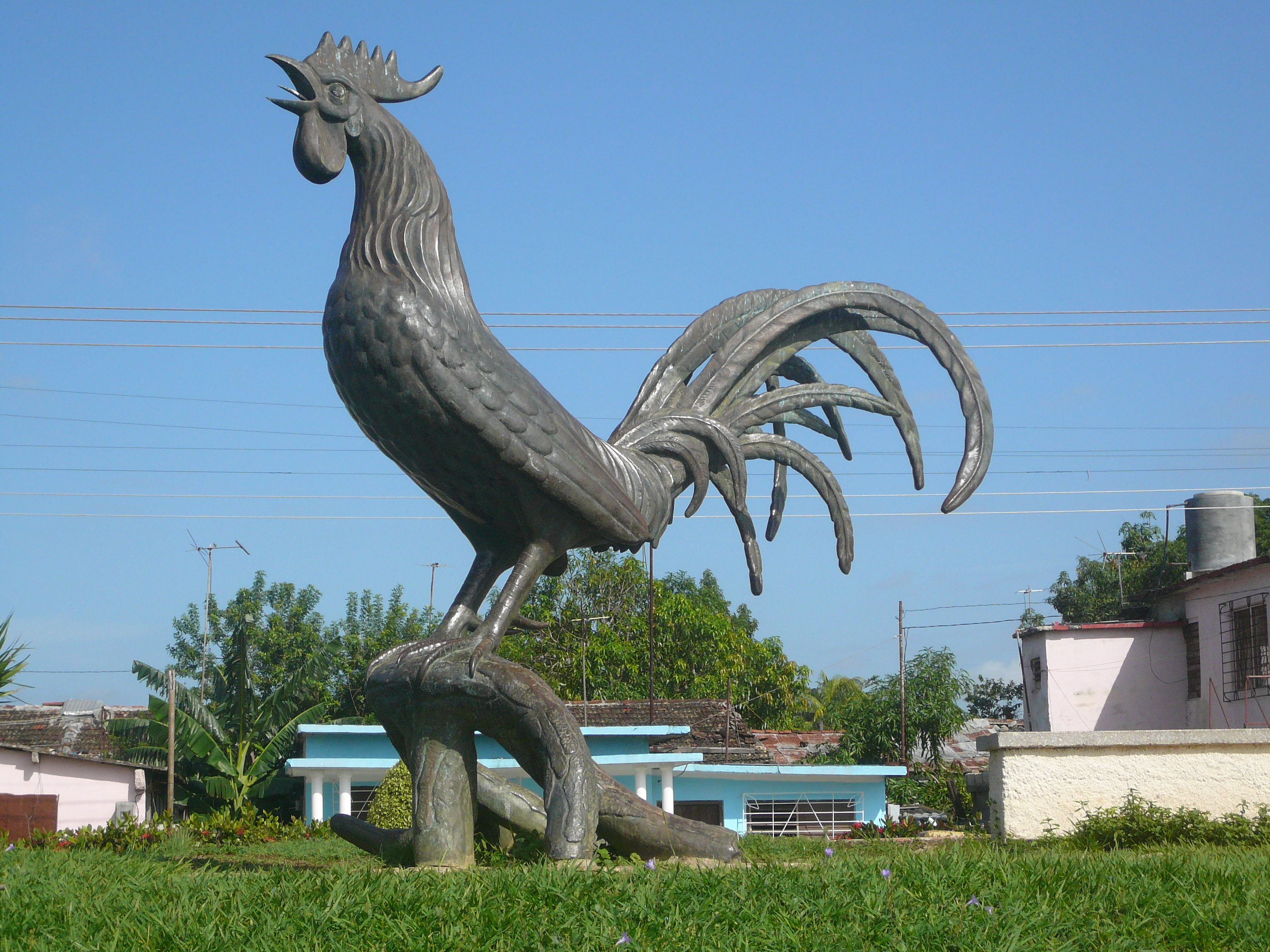

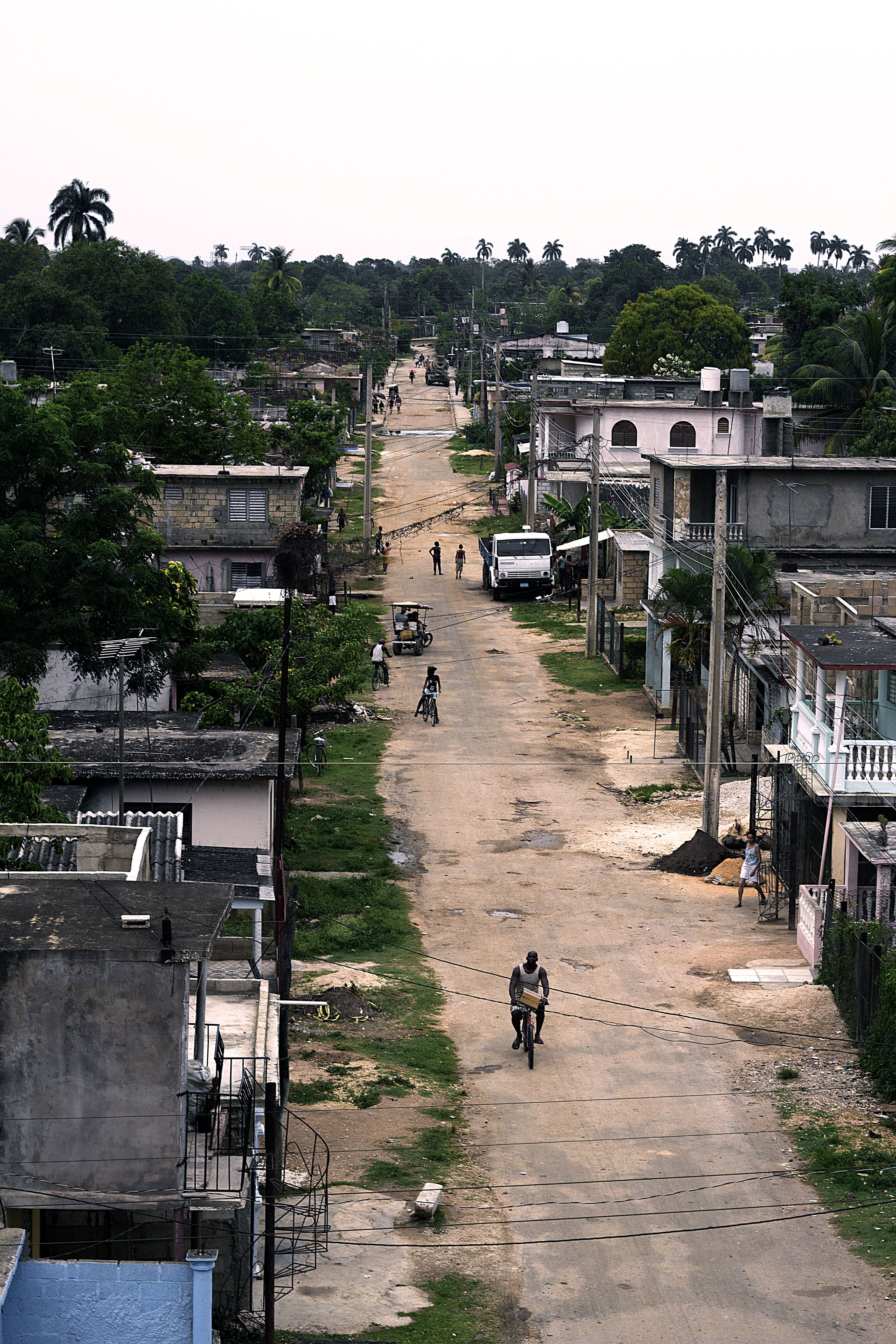

莫隆（西班牙語：Morón）是古巴的城鎮，属謝戈德阿維拉省，始建於1543年5月24日，面積615平方公里，海拔高度7米，主要經濟活動有農業和旅遊業，2010年64,661。